# Mornac
Mornac – miejscowość i gmina we Francji, w regionie Nowa Akwitania, w departamencie Charente.
Według danych na rok 1990 gminę zamieszkiwało 1800 osób, a gęstość zaludnienia wynosiła 77 osób/km² (wśród 1467 gmin regionu Poitou-Charentes Mornac plasuje się na 159. miejscu pod względem liczby ludności, natomiast pod względem powierzchni na miejscu 299.).